# خصيفيات
الخَصِيْفِيَّات (الاسم العلمي: Pythiaceae)، فصيلة طفيليات من الطلائعيات البيضية. تضم الفصيلة مسببات الأمراض النباتية والحيوانية الخطيرة في جنس خصيف. قُيدت الفصيلة من قبل عالم الفطريات الألماني جوزيف شروتر في عام 1893.